# Yacón
Yacón (Smallanthus sonchifolius (Poepp. & Endl.), Syn.: Polymnia edulis, Polymnia sonchifolia) ist eine Pflanzenart aus der Gattung Smallanthus in der Familie der Korbblütler. Sie stammt aus der gleichen Familie wie der Topinambur (Helianthus tuberosus) und bildet wie dieser essbare Wurzelknollen als Nutzpflanze.
Die Yacónknollen können nach der Ernte ein paar Tage dem Tageslicht ausgesetzt werden, dann schmecken sie noch besser und das süßliche Aroma nimmt zu. Die Süßkartoffel (Ipomoea batatas) hat eine gewisse Ähnlichkeit mit den Knollen der Yacón, was zu einer Verwechslung führen kann. Die Knollen müssen vor Frost geschützt werden.

## Beschreibung und Ökologie

### Vegetative Merkmale

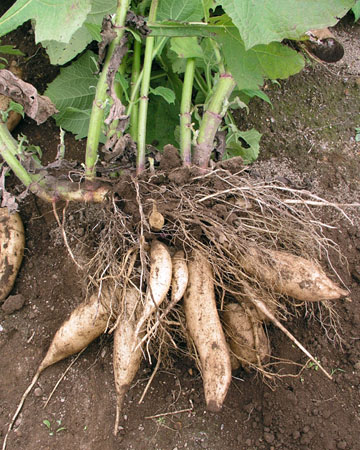
Wurzelknollen

Smallanthus sonchifolius ist eine ausdauernde, krautige Pflanze, die Wuchshöhen von 1,5 bis 2,50 Metern erreicht. Der grüne bis violette, hohle Stängel ist dicht behaart und verzweigt. Es werden 4 bis 20 spindelförmige Wurzelknollen als Überdauerungsorgane gebildet, die eine Länge von etwa 25 Zentimetern und Durchmesser von bis zu 10 Zentimetern erreichen. Die Knollen mit einer etwa 1–2 mm dicken Schale können mehrere Kilogramm schwer werden und braun, grauweiß, gelb oder rötlich gefärbt sein. Das Innere kann weiß, cremefarben oder sogar gelblich bis hin zu violettlich sein. Das Ernten der Pflanze erfordert viel Aufwand, damit die Wurzelknollen nicht zerbrechen und somit länger lagerfähig bleiben.
Die entfernt gezähnten, spitz bis zugespitzten Laubblätter sind gegenständig, an der Basis herablaufend verwachsen mit den bis 13 cm langen Stielen und geöhrt. Die Spreite ist dicht behaart, die unteren Blätter sind breiteiförmig, die oberen delta- oder teils spießförmig. Die Blätter können bis 33 cm lang und 22 cm breit werden.

### Generative Merkmale
In den körbchenförmigen, zwittrigen Blütenständen stehen die einreihigen, weiblichen 11–19, bis 12 mm langen, 2–3 zackigen Zungen- und 60 bis 116, fünfteilige, behaarte, männliche, 3–9 mm lange Röhrenblüten in einer bis ca. 20 mm großen Scheinblüte zusammen. Die Blütenstandsstiele sind behaart. Der zweireihige, behaarte Hüllkelch ist fünf- bis sechszählig, bei den Röhrenblüten ist ein Spreublatt vorhanden. Die gelben bis orangefarbenen Blüten werden von Insekten bestäubt. Es werden dunkelbraune bis schwarze, 2–6 × 1,5–2,5 mm große Achänen (Cypselas) ohne Pappus gebildet.
Der Fruchtknoten ist einkammerig und enthält eine Samenanlage mit basaler Plazentation. Die Samenanlage ist anatrop, unitegmisch und der Nucellus ist sehr schwach ausgeprägt und zur Zeit der Befruchtung meist geschwunden (tenuinucellat).
Die Chromosomenzahl beträgt 2n = 60 oder 58.
Die Yacón lässt sich nicht durch Samen vermehren, sondern nur durch Aufteilung der Vermehrungswurzel Rhizom oder Ziehen von Stecklingen. Die Vermehrungswurzel befindet sich nach der Ernte der Pflanze im Herbst oberhalb der Speicherknollen. Zur Vermehrung werden gegen Ende des Winters am frostfrei gelagerten Wurzelstock (Rhizom) jeweils die hellen Knospen in einer Größe von etwa 2 bis 3 cm als Stücke herausgeschnitten.

## Vorkommen
Yacón stammt aus Südamerika und wächst dort in Höhenlagen von 900 bis 3300 Meter in den Hochebenen der Anden Boliviens, Perus, Venezuelas, Ecuadors und Nord-Argentiniens. Sie wird in den Anden seit Jahrhunderten als Nahrungsmittel genutzt. Weil die Yacón sehr anpassungsfähig ist, erfolgt ihr Anbau heute auch außerhalb der Anden z. B. in Asien (China, Japan, Philippinen, Südkorea, Taiwan), Australien (inklusive Tasmanien), Neuseeland, Deutschland, Österreich, Schweiz, Tschechien, Russland und den USA.

## Trivialnamen
Andere Trivialnamen in verschiedenen Sprachen sind: aricoma, arboloco, aricona, arikuma, colla, chiriguano, ipio, jacón, jícama, jíquima, jikima, jiquimilla, leafcup, Llacon, Llacoma, mexican potato, polaco, poire de terre, potato bean, puhe, shicama, taraca, yacuma, yacumpi.

## Durchschnittliche Zusammensetzung
Die Zusammensetzung von Yacón schwankt naturgemäß, sowohl in Abhängigkeit von der Sorte, den Umweltbedingungen (Boden, Klima) als auch von der Anbautechnik (Düngung, Pflanzenschutz).
Angaben je 100 g essbaren Anteils:
| Bestandteile  | Gehalt    |
| ------------- | --------- |
| Wasser        | 70–93 g   |
| Eiweiß        | 0,4–2,5 g |
| Fett          | 0,1–0,3 g |
| Rohfaser      | 0,3–1,7 g |
| Mineralstoffe | 0,3–2,0 g |

| Mineralstoffe und Vitamine | Gehalt |
| -------------------------- | ------ |
| Calcium                    | 23 mg  |
| Phosphor                   | 21 mg  |
| Eisen                      | 0,3 mg |
| Vitamin A                  | 10 mg  |
| Vitamin C                  | 13 mg  |

| Kohlenhydrate | Gehalt |
| ------------- | ------ |
| Fructose      | 350 mg |
| Glucose       | 158 mg |
| Saccharose    | 74 mg  |
| Oligofructose | 281 mg |

## Nutzung
Die Wurzelknollen können roh verspeist werden, geschält oder ungeschält. Ungenutzte Reste können fermentiert oder zu Chips aufbereitet werden. Mit Hilfe der Sonne getrocknet, wie bspw. in Peru, behalten sie ihre Farbe und sind länger lagerfähig. Die Knollen besitzen einen süßlichen Geschmack und eignen sich zum Backen, Braten, Frittieren, Grillen und Kochen oder in roher Form für Salate sowie Mixgetränke.
In Peru werden sie an den Inti-Raymi-Feiertagen (= Fest der Sonne) unter dem Namen „cocaschke“ serviert.
Die Yacón-Pflanze hat einen hohen Anteil an Inulin (Speicherkohlenhydrat verschiedener Pflanzen). Durch diese Zusammensetzung ist die Yacón-Pflanze diätetisch interessant für Diabetiker, denn der enthaltene Mehrfachzucker Oligofructose ist als Zuckeraustauschstoff in der Diabetes-Diät geeignet. Oligofructose weist zwischen 30 und 50 % der Süßkraft von Saccharose auf. Yacón enthält etwa ein Drittel der Inulinmenge im Vergleich zu Topinambur (Helianthus tuberosus).
Aus den Knollen wird Yacón-Sirup als Süßungsmittel gewonnen. Für Lassi und Smoothies finden sie ebenso Verwendung. Aus der Yacón kann auch ein Schnaps gewonnen werden.
Die Yacón bleiben länger frisch, wenn sie in einer Kiste mit feuchter Erde aufbewahrt werden. Sie sollten auf der feuchten Erde gewendet werden.

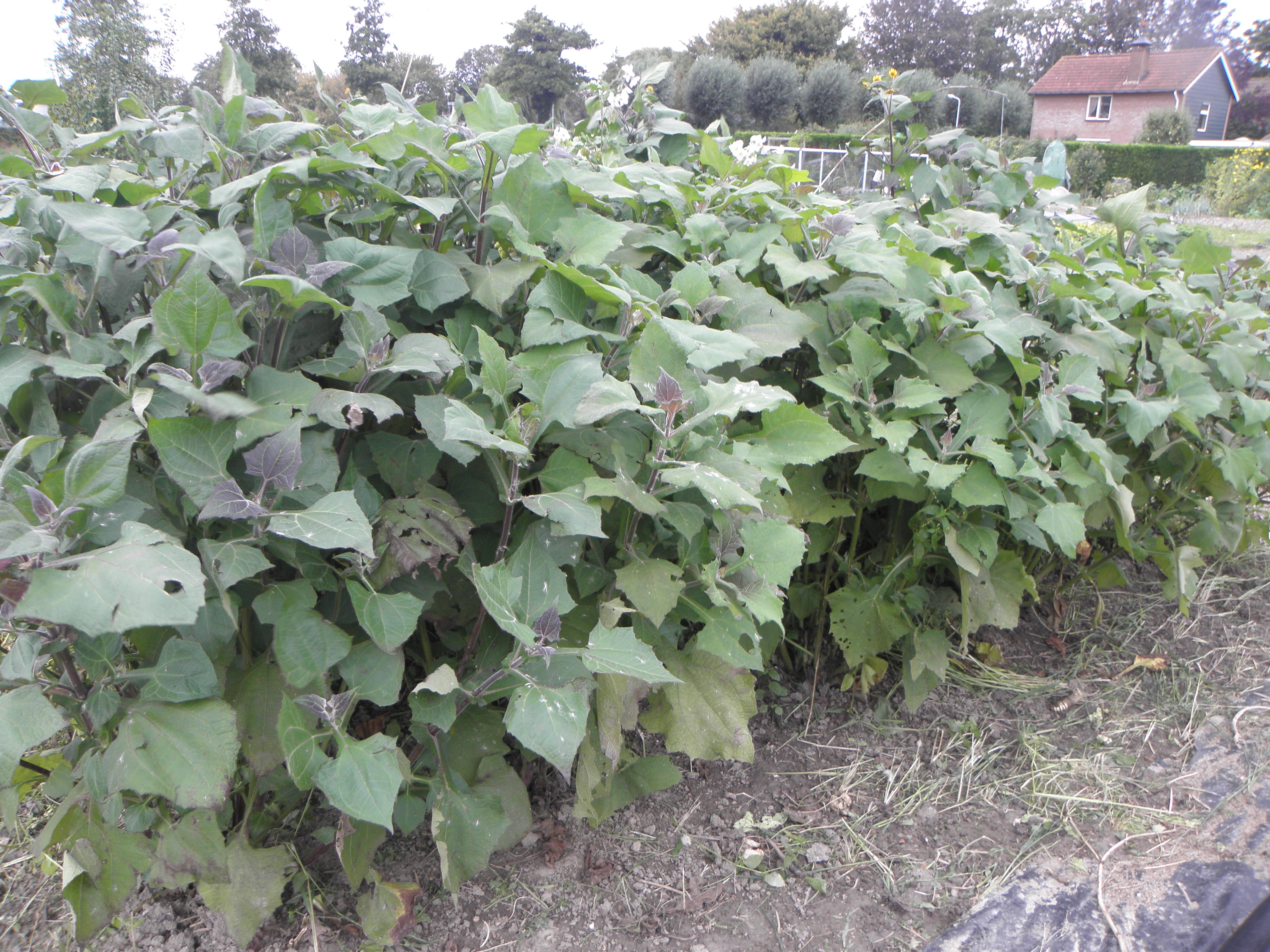
Yacónfeld
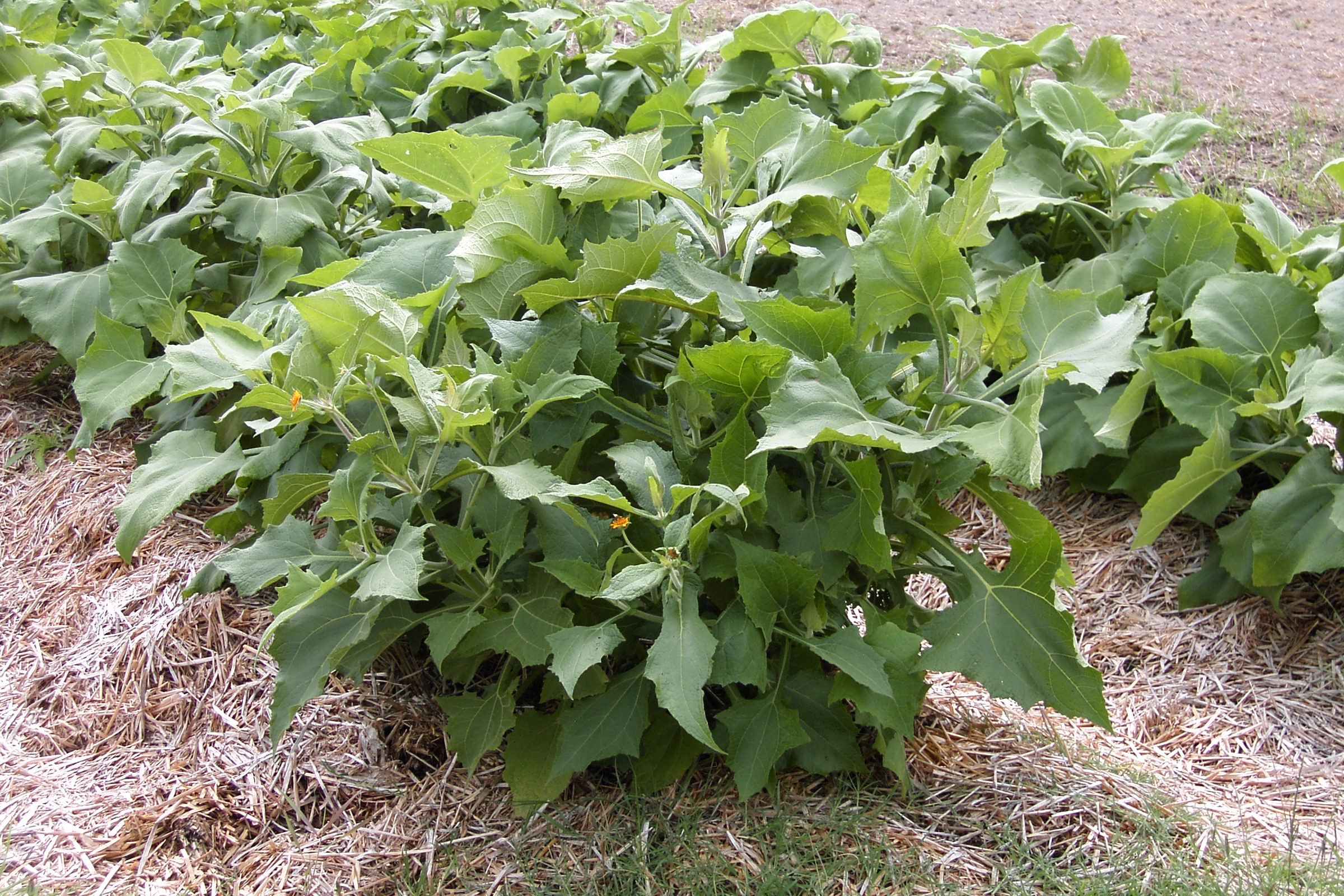
Junge Pflanze mit Blütenansatz
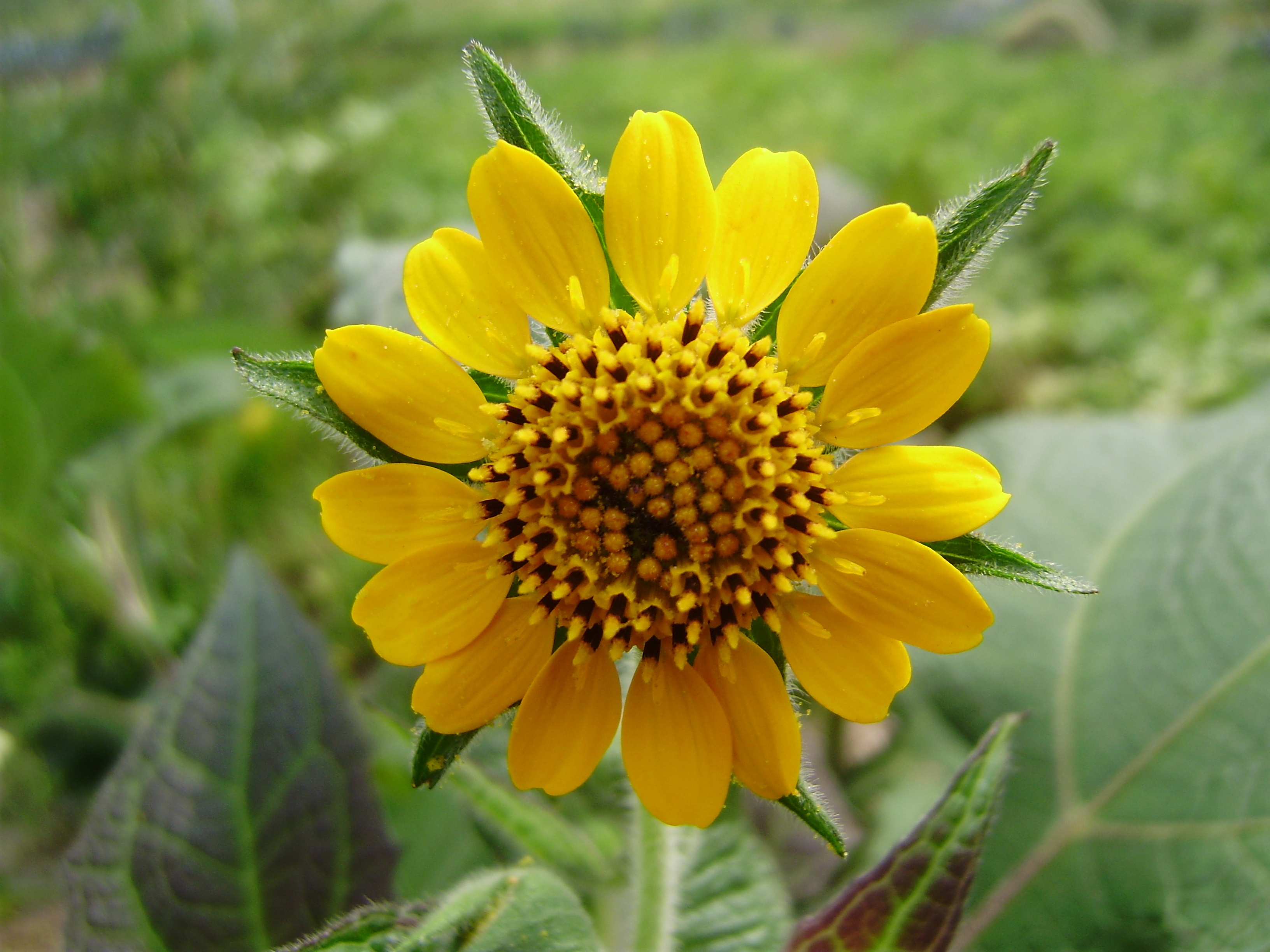
Scheinblüte (Blütenkorb)
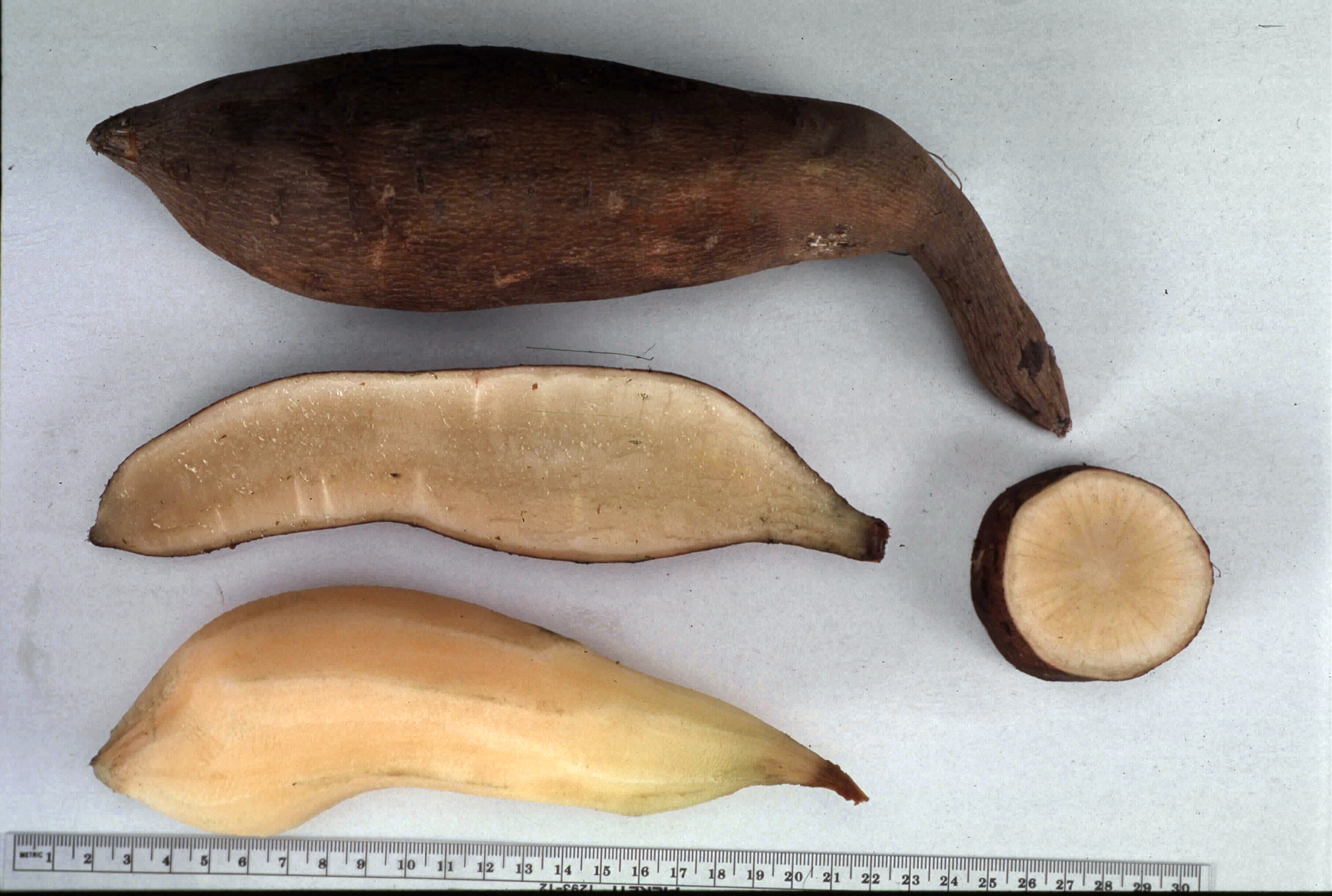
Wurzelknollen
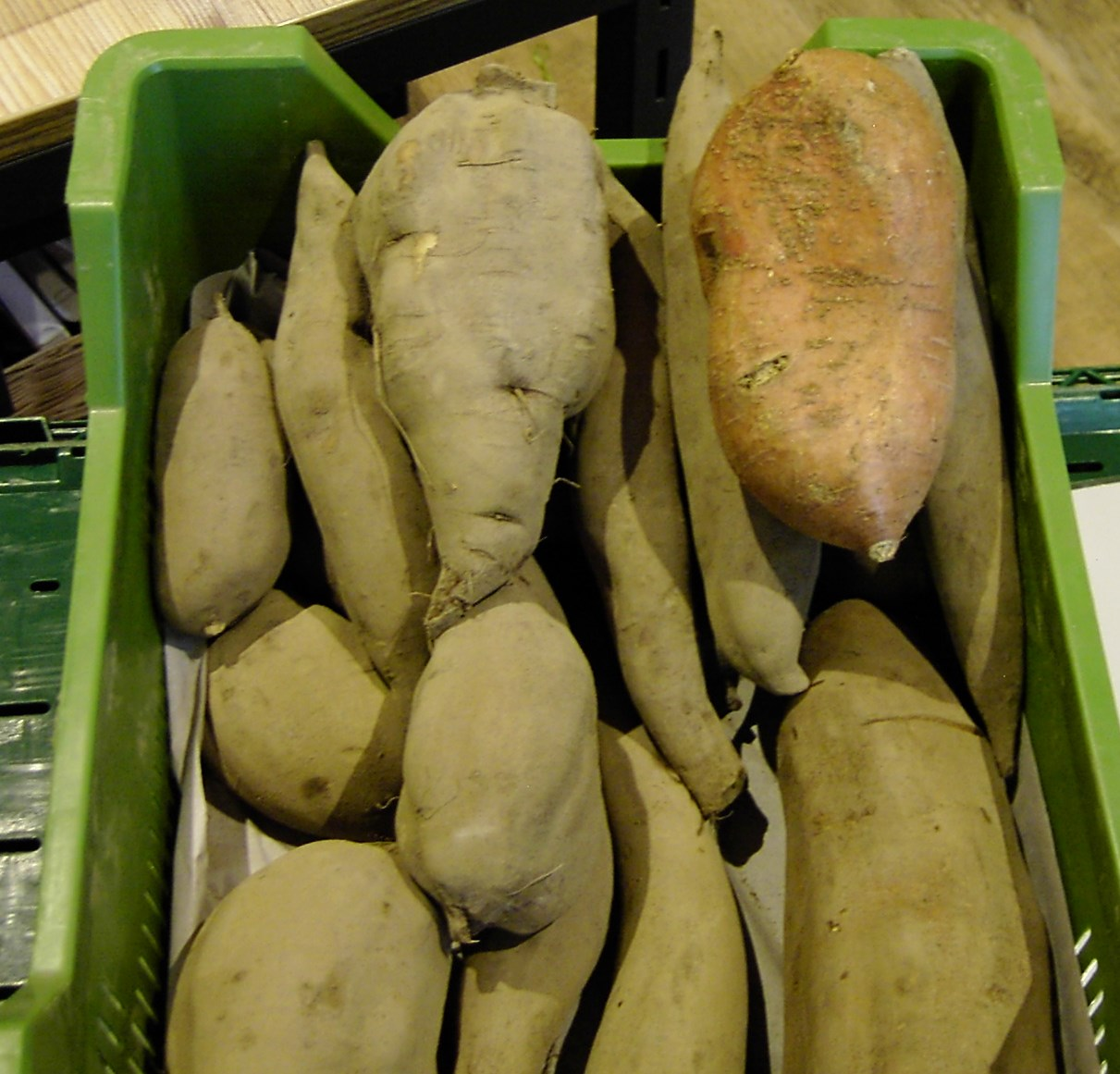
Yacónknollen und (eine) Süßkartoffel
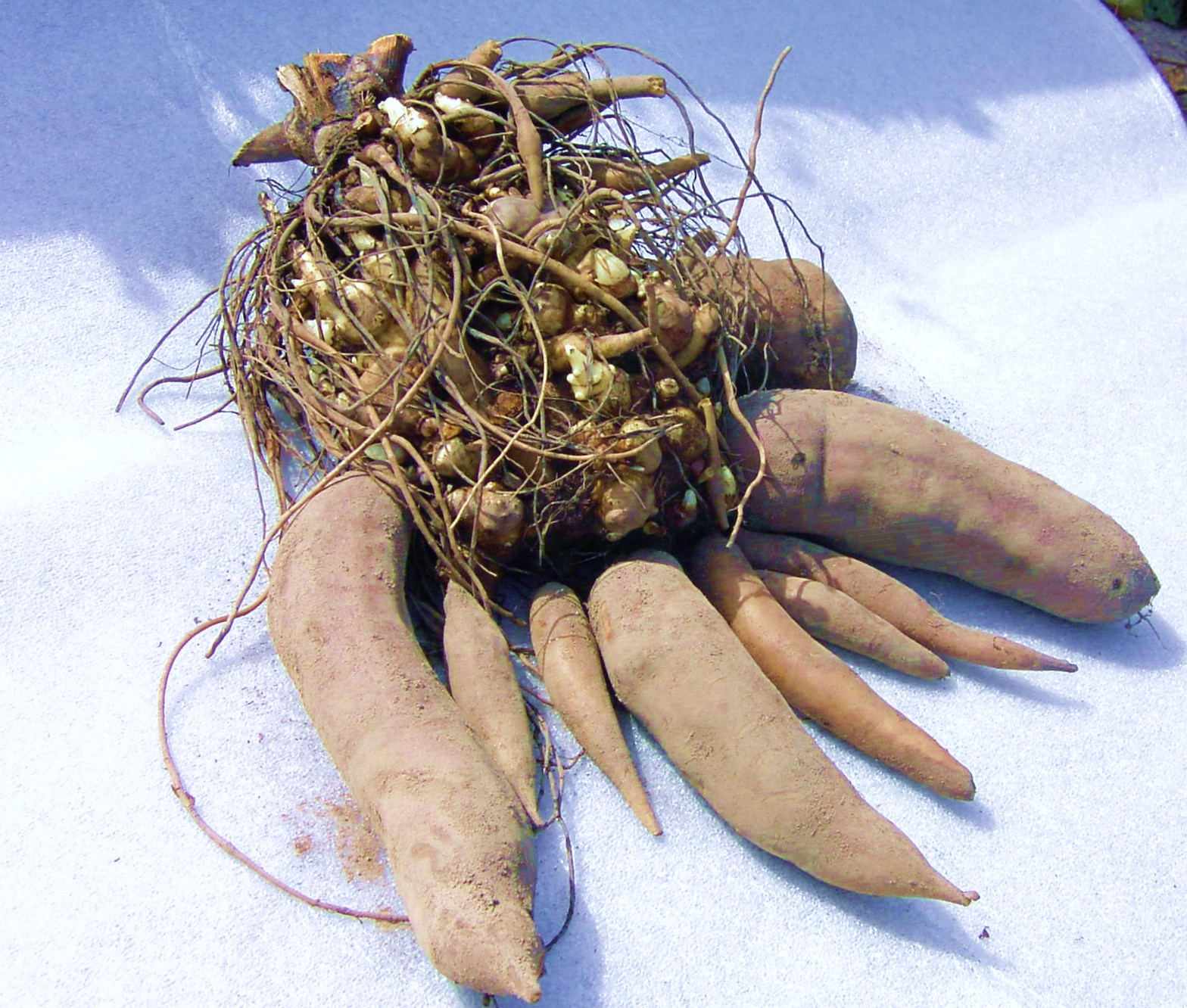
Unterirdischer Teil der Yacón, Rhizome (für Vermehrung, oberhalb) und Speicherknollen
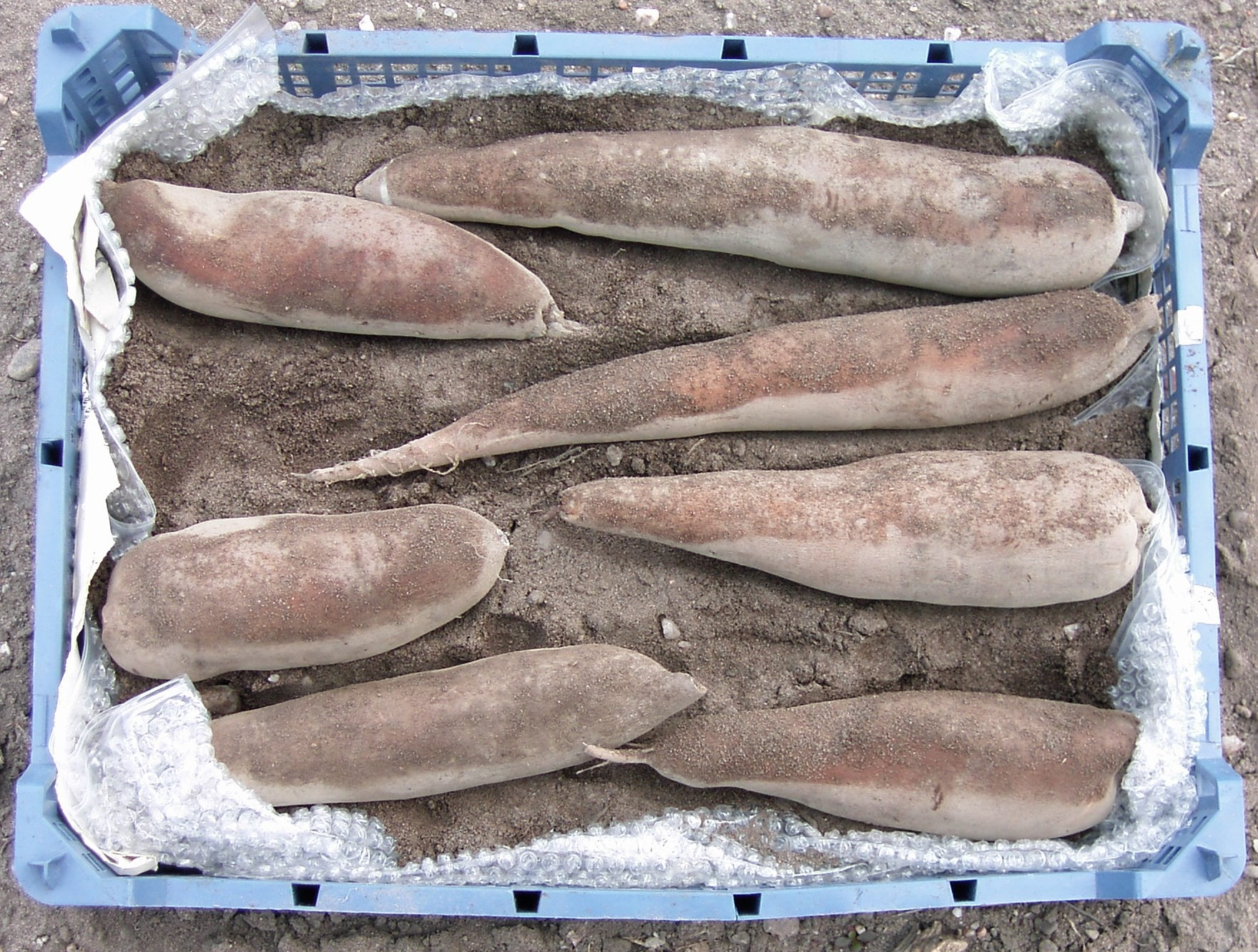
Yacón auf dem Erdlager gewendet
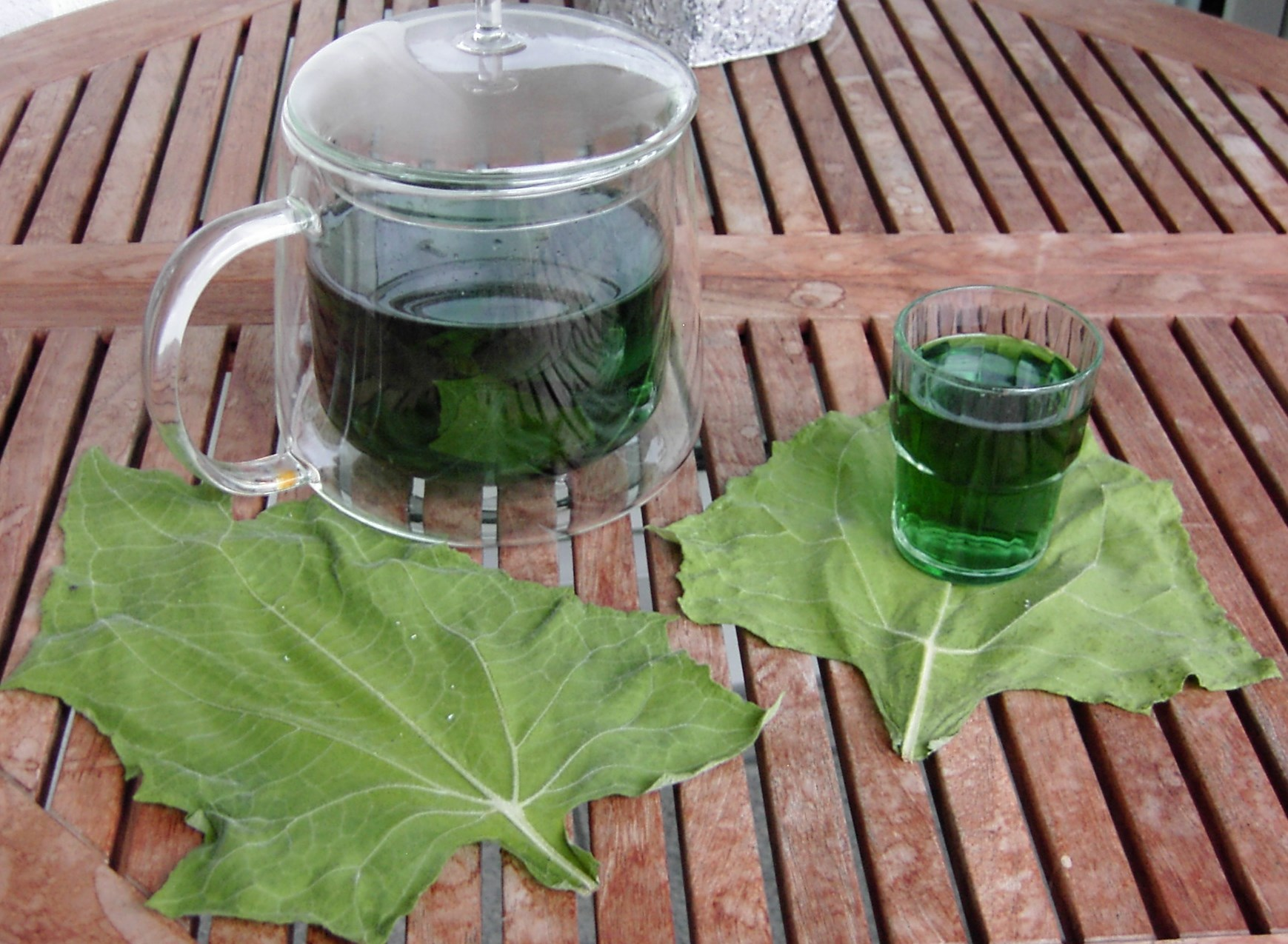
Yacóntee mit frischen Blättern